# Gnathostomula paradoxa
Gnathostomula paradoxa är en djurart som tillhör fylumet käkmaskar, och som beskrevs av Ax 1956. Gnathostomula paradoxa ingår i släktet Gnathostomula och familjen Gnathostomulidae. Arten är reproducerande i Sverige. Inga underarter finns listade i Catalogue of Life.